# Karlskär
Karlskär är en tidigare småort i Ekerö kommun belägen på norra Färingsö i Färentuna socken. I samband med tätortsavgränsningen 2015 kom småorten att inkluderas i tätorten Ölsta.
I Karlskärsviken finns en kommunal badplats och en marina.